# 柔米Zoomie
柔米（Zoomie），第35屆金曲獎最佳客語歌手獎得主，以其全創作客語專輯《鎮妹 Zhin Moi》獲獎。 獨具風格的靈魂嗓音、吉他演奏及詞曲創作——能夠同時具備這三項特質的女性創作人並不常見；首張專輯《新的。人。事物》獲得第10屆金音獎最佳新人、最佳民謠單曲、最佳民謠專輯三項提名，歌曲〈人〉改編為 Fuso 汽車年度廣告主題曲，同時為臺灣原創流行音樂大獎106年與108年客語組兩屆首獎及現場演出獎得主。

## 成長與家族背景
四歲前於嘉義中埔鄉的客庄菸樓長大，與阿公、阿婆同住，成長於閩南語與客語交雜的環境。
父母分別來自閩南與客家背景，柔米的名字「柔米」取自閩南語「柔美」之意，是來自於浪漫派的阿公的想法。 從小與客語保持既親近又疏離的關係，家中長輩常混合使用台語、日語與客語。
曾因客家身份認同問題感到困惑，後透過與阿婆的日常溝通及音樂創作，逐漸找到自我定位。

## 音樂路與身份認同
2017年以本名陳彥竹參加「臺灣原創流行音樂大獎」，自彈自唱以〈屋〉一曲獲得客語組首獎，正式開啟創作之路。作品以特殊的嗓音，搭配渾然天成的詞曲吉他，情感深刻並有強烈的畫面渲染力。
結束第一張專輯與廠牌的合作後回歸獨立製作經沈潛打磨，與製作人錢煒安做出跳脫客語民謠框架的《鎮妹 Zhin Moi》，在音樂裡拓寬「隱性客家人」重拾身分認同的空間。

## 音樂作品列表
《新的。人。事物》 2018年·風和日麗唱片行
首張個人創作專輯，收錄自17歲起的創作，代表作有〈海〉、〈人〉、〈事物〉等。入圍金音獎最佳新人、最佳民謠單曲及最佳民謠專輯，並受邀於該屆典禮上合作演出。
隔年專輯同名單曲〈人〉授權改編為FUSO汽車年度廣告主題曲〈FUSO CARES 因為在乎〉於YouTube線上破200萬人次觀看。

  《台北錄音 Taipei Recording 》2020年·自主練習工作室
概念迷你創作專輯（獨立製作），柔米和貝斯手、鼓手於112F Recording Studio的現場同步錄音作品，另有同步影像上架於YouTube，實體CD收錄 bonus track；一式三城的系列 live session ｛夜晚的民謠 Night Folk Session｝上架於 LINE TODAY。
《鎮妹 Zhin Moi》2023年·親愛的音樂
全創作客語專輯，獲得第35屆金曲獎最佳客語歌手獎。專輯以阿婆名字命名，記錄成長、家族記憶與文化傳承。代表曲目包括〈星仔出發〉、〈再來玩〉、〈昨日花〉等。專輯風格以民謠、流行、搖滾聲響，融合生活化環境錄音與個人記憶。

## 重要單曲與獎項
〈屋〉（2017年）- 獲「臺灣原創流行音樂大獎」客語組首獎。
  〈娘花白白〉（2019年） - 全客語創作，再次以一人一吉他拿下首獎以及現場演出獎；隔年授權予福爾摩沙合唱團改編成合唱團版本，於國家音樂廳首演，現已被中興大學、廣青合唱團、微光合唱團於台北國際合唱大賽等各大演出翻唱流傳擴散。

## 作品風格與主題
風格以民謠為基調，聲音低沉溫暖，歌曲多帶有敘事性與生活感。作品中常融入生活環境音，營造親切與真實感。
關注土地、家族、文化記憶與身份認同。以音樂記錄成長經驗，並鼓勵聽眾重拾母語與文化連結。
柔米以其真摯的創作與溫暖的嗓音，成為當代客家音樂的代表性人物。她透過音樂記錄家族記憶、探索身份認同，並以《鎮妹 Zhin Moi》專輯獲得第35屆金曲獎最佳客語歌手獎，展現客家音樂的多元與當代性。
1. ↑  中央通訊社. . 中央社 CNA. 2024-06-29  [2025-06-01]. （原始内容存档于2025-05-31） （中文（臺灣））.
2. ↑  HakkaNews, 金曲35客家》柔米「用音樂先行」 沉潛5年寫下給「鎮妹」的歌-客新聞. . 客新聞 HakkaNews. 2024-06-28  [2025-05-31]. （原始内容存档于2025-05-31） （中文（臺灣））.
3. ↑  .   [2025-05-31]. （原始内容存档于2025-04-29） （中文（臺灣））.
4. ↑  . Blow 吹音樂. 2018-09-28  [2025-05-31]. （原始内容存档于2025-03-27） （中文（臺灣））.
5. ↑  . vocus.cc. 2019-12-09  [2025-06-01]. （原始内容存档于2025-06-01） （中文（繁體））.
6. ↑  吹編輯. . Blow 吹音樂. 2024-01-10  [2025-06-01]. （原始内容存档于2025-06-01） （中文（臺灣））.
7. ↑  . 2024-05-10  [2025-05-31] （中文（臺灣））.
8. ↑  邱大立. . 微信公众平台.   [2025-06-01]. （原始内容存档于2025-05-31）.
9. ↑  胡如虹. .   [2025-05-31]. （原始内容存档于2025-05-31）.